# 杭州公交7路

杭州公交7路是中国浙江省杭州市的一条公交线路，由杭州市公共交通集团有限公司运营。往返于城站火车站及灵隐。7路是杭州历史上第一条公交线路，开通于民國十一年（1922年）。
2011年，杭州公交7路被网友列为“杭州十条最挤公交线路”之一。

## 历史
民国十一年（1922年），上海英商电车公司的潘宝泉与杭州大世界游艺场的陆宝泉，分别在杭州组建了“宝华汽车行”和“永华汽车行”。两个车行的公共汽车往返于湖滨与灵隐，中间停靠昭庆寺、中山公园、岳坟、玉泉、洪春桥五站，单程7.4公里。票价分为特等、普通两种，特等票以小客车运营，全程票价小洋5角；普通票为中型客车，全程票价小洋3角:34-35。
|            | 1927年4月16日，郁达夫和王映霞一道出去游玩。他们先到湖滨坐公共汽车到灵隐，然后又转坐黄包车上九溪十八涧去。 |
| ——郁达夫传 | |

1953年，起点站从湖滨的解放路延伸至庆春路大学路口，终点站仍为灵隐，编码正式定为7路:68。1959年，“松花江”牌解放型公共汽车和60型铁木结构长9米的公共汽车率先投放在公交7路使用:17。1963年，起点站延伸至城站火车站:218。1991年，7路票价调整为起售0.2元，每坐两站追加0.2元:108。
1993年12月，杭州公交无人售票率先在16路、28路、7路试行:82，7路票价调整为全程票价1元:109。2008年开始，普通车票价为1元，空调车票价为2元，3、4、10、11月季节性降价1元。
2014年，因空调车普及，开始全面实行一线一价，票价一律为2元，季节性降价不变。2015年10月，杭州开始实施全年度公交优惠换乘措施，同步取消季节性降价。2022年4月1日，应地铁7号线延伸至吴山广场站，7路开通大站支线7W路，自吴山广场至灵隐。

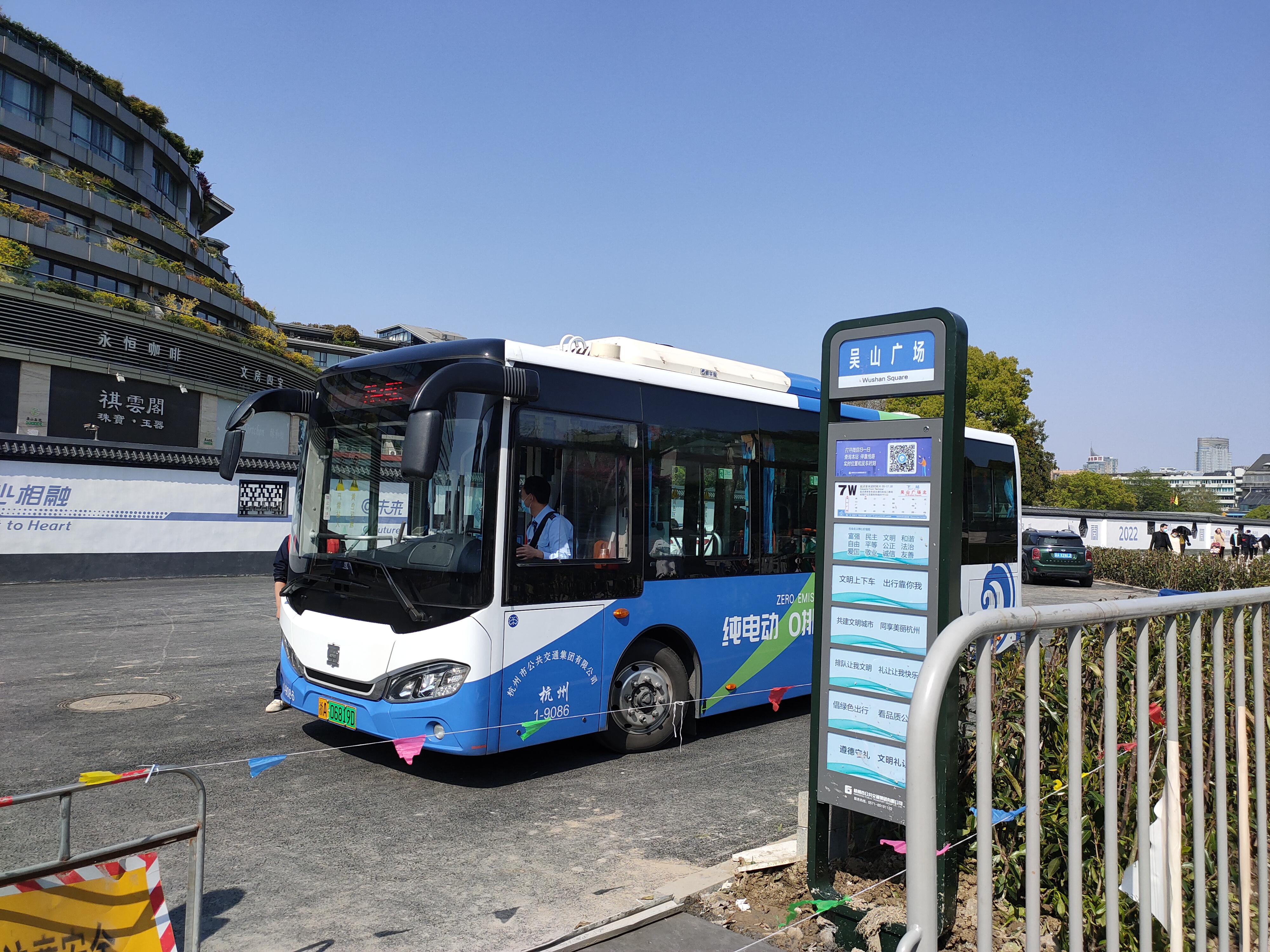
杭州公交7W路停于吴山广场临时公交站

2025年2月，灵隐更名为灵隐公交总站。

## 线路走向
| 下行：城站火车站→灵隐公交总站 | 下行：城站火车站→灵隐公交总站 | 下行：城站火车站→灵隐公交总站 | 上行：灵隐公交总站→城站火车站 | 上行：灵隐公交总站→城站火车站 | 上行：灵隐公交总站→城站火车站 |
| 序号                          | 站名                          | 邻近地铁站                    | 序号                          | 站名                          | 邻近地铁站                    |
| ----------------------------- | ----------------------------- | ----------------------------- | ----------------------------- | ----------------------------- | ----------------------------- |
| 1                             | 城站火车站                    | 15 城站站                     | 1                             | 灵隐公交总站                  |                               |
| 2                             | 市三医院                      |                               | 2                             | 石莲亭                        |                               |
| 3                             | 三元坊                        |                               | 3                             | 九里松                        |                               |
| 4                             | 饮马井巷                      |                               | 4                             | 洪春桥                        |                               |
| 5                             | 湖滨                          | 1 龙翔桥站                    | 5                             | 植物园（玉泉）                |                               |
| 6                             | 胜利剧院（龙翔桥）            |                               | 6                             | 岳坟                          |                               |
| 7                             | 小车桥                        |                               | 7                             | 新新饭店                      |                               |
| 8                             | 少年宫                        |                               | 8                             | 葛岭（断桥残雪）              |                               |
| 9                             | 葛岭（断桥残雪）              |                               | 9                             | 钱塘门外                      |                               |
| 10                            | 新新饭店                      |                               | 10                            | 小车桥                        |                               |
| 11                            | 岳坟                          |                               | 11                            | 胜利剧院（龙翔桥）            | 1 龙翔桥站                    |
| 12                            | 植物园（玉泉）                |                               | 12                            | 延安路解百                    |                               |
| 13                            | 洪春桥                        |                               | 13                            | 三元坊                        |                               |
| 14                            | 九里松                        |                               | 14                            | 柴垛桥                        |                               |
| 15                            | 石莲亭                        |                               | 15                            | 市三医院                      |                               |
| 16                            | 灵隐公交总站                  |                               | 16                            | 城站火车站                    | 15城站站                      |

## 事故

### 纵火事件
2014年7月5日下午5时，一辆车牌号码为浙A·3A853的杭州7路公交车东坡路与庆春路交叉口时发生起火燃烧。起火车上有乘客约80人。最终事故造成32人受伤，其中20人重伤，一级重伤7人，二级重伤13人。
7月6日，警方侦查发现，燃烧液体含有香蕉水成分，确认为纵火事件并初步锁定嫌疑人。7月7日，警方查明嫌疑人为包来旭，其已烧成重伤，仍在医院救治，警方开始对其监视居住。
2015年1月19日，杭州市人民检察院对包来旭以放火罪提起公诉。1月28日，杭州市中级人民法院开庭审理此案，嫌疑人包来旭躺在病床上接受庭审询问。包来旭当庭认罪，称因肺结核病治疗不好，而产生了轻生的念头。他表示将来愿意捐献器官，来得到公众谅解。2月12日，杭州市中级人民法院对纵火案进行一审宣判，被告人包来旭因犯放火罪，被判处死刑，剥夺政治权利终身。4月30日，包来旭被执行死刑。
涉事车辆在整修后，于2015年3月复出，现已报废。